# 林秉豪
林秉豪（1999年8月7日—）是臺灣男子籃球運動員，場上主打後衛位置。

## 生平
父親是前中華男籃國手林建平，林秉豪國中就讀金華國中，之後赴美就讀Lee Academy、Citrus College，2021年8月在超級籃球聯賽新人選秀會第六輪被高雄九太科技選中，之後與高雄九太科技完成簽約。